# تلمبه صادقی
تلمبه صادقی یک منطقهٔ مسکونی در ایران است که در دهستان نوبندگان واقع شده‌است. تلمبه صادقی ۴۱ نفر جمعیت دارد.